# Peter Cornelius Mayer-Tasch
Peter Cornelius Mayer-Tasch (* 13. März 1938 in Stuttgart) ist ein deutscher Rechts-, Politik- und Kulturwissenschaftler.
Mayer-Tasch ist seit 1971 Professor für Politikwissenschaft und Rechtstheorie an der Ludwig-Maximilians-Universität München sowie Gründer (1984) und Mit-Leiter der Forschungsstelle für Politische Ökologie. Zusammen mit Ulrich Weiss leitete er von 1996 bis 2012 den Lehrbereich Politische Theorie der Hochschule für Politik München. 1993 bis 2020 war Mayer-Tasch Vorsitzender der Diplomprüfungsausschusses, 1993 bis 2014 war er auch Mitglied des Senats der Hochschule für Politik. 1998 bis 2002 war er deren Prorektor, 2002 bis 2010 deren Rektor.

## Leben
Mayer-Tasch studierte Rechts- und Politikwissenschaft sowie Geschichte, Kunstgeschichte  und Philosophie in Tübingen, München, Heidelberg, Oxford, Straßburg und Bologna. 1964 wurde er (summa cum laude) zum Doktor der Rechte promoviert; er erhielt Diplome für International Law and International Politics (Johns Hopkins University) und Diplome für Droit Comparée (Straßburg und Coimbra) jeweils mit Auszeichnung. 1971 habilitierte er sich bei Peter Schneider, Theodor Viehweg und Manfred Hättich an der Universität Mainz für Öffentliches Recht, Rechtsphilosophie und Politikwissenschaft. Noch im selben Jahr wurde er als Professor für Politikwissenschaft und Rechtstheorie an die Ludwig-Maximilians-Universität München (LMU) berufen. Zwischen 1972 und 2003 war er Mitglied des Direktoriums des Geschwister-Scholl-Instituts, zumeist als Geschäftsführender Direktor. 1984 gründete und leitete er die Forschungsstelle für Politische Ökologie (ab 1990 im Verein mit Franz-Theo Gottwald und Franz Kohout). Von 1993 bis 2003 war er Leiter der Rechtsausbildung für Sozialwissenschaftler an der Universität München. Zwischen 1998 und 2002 war er Prorektor und von 2002 bis 2010 Rektor der Hochschule für Politik München und Mitherausgeber der Zeitschrift für Politik. Er erhielt in der Folge Gastprofessuren in Wismar, Venedig und den USA und unternahm weitgespannte Vortragstätigkeiten. Seit 2016 betreibt Mayer-Tasch auch eine Philosophische Privat-Praxis (philosophische-praxis-boethius) in Schondorf am Ammersee.

## Wissenschaftliche Schwerpunkte
Mayer-Tasch ist als Referent, Publizist und Berater insbesondere im Umkreis der Ökologiebewegung tätig. Seine Forschungsschwerpunkte sind Politische Ökologie, Politische Rechtslehre und Politische Philosophie (mit Betonung der Kulturgeschichte und der Zivilisationsphilosophie). Er ist Mitglied der Vereinigung der Deutschen Staatsrechtslehrer und des Kuratoriums Mehr Demokratie. 1980 bis 2020 gehörte er auch dem Kuratorium des Öko-Instituts e.V. an. 2021 wurde ihm die Ehrenmitgliedschaft verliehen.
Bei Mayer-Tasch habilitierten sich für Politische Theorie und Philosophie sowie für Politikwissenschaft und Politische Ökologie u. a. Hans-Martin Schönherr-Mann (LMU München), Armin Adam (München), Franz Kohout (Univ. der Bundeswehr, München), Kurt-Peter Merk (Univ. Koblenz) und Manuel Knoll (German-Turkish University). Auch betreute Mayer-Tasch zahlreiche Promotionen aus allen Sparten der Politikwissenschaft, insbesondere der Politischen Ökologie und der Politischen Philosophie.

## Echo
In den 1970er und 1980er Jahren zeigte Mayer-Tasch starke Präsenz in den Medien als engagierter Vorkämpfer für eine stärkere Bürgerbeteiligung, ein effizienteres Umweltrecht und eine effiziente Umweltpolitik. 1982 erfolgte die Verleihung der Ehrenmedaille der Anden-Universität von Bogotá. Große Aufmerksamkeit und weite Verbreitung fand sein Buch über Die Bürgerinitiativbewegung. Während seiner Tätigkeit als Geschäftsführender Direktor des Geschwister-Scholl-Instituts trat er mehrfach in der Öffentlichkeit streitbar für die Interessen des GSI in Erscheinung.
Nicht allgemeine Zustimmung erfuhr seine technikkritische und dezidiert ökologische Haltung angesichts von Neuerungen, die mit Gesundheitsgefährdungen verbunden sind. Zuweilen wurde ihm auch ein besonderes Interesse für Esoterik (einschließlich der chinesischen, indischen und germanischen Mythologie und Mystik) nachgesagt – ein Interesse, das auch in seinen Büchern über Prophetie und Politik (2000) und Die Zeichen der Natur einen Niederschlag fand.
An der Hochschule für Politik galt Mayer-Tasch als vergleichsweise strenger Prüfer, was zuweilen zu studentischer Kritik geführt hat. Andererseits erwarb er sich während seiner Amtszeit als Prorektor und Rektor der Hochschule für Politik (ab 1998) breite Anerkennung für seine kritische Haltung gegenüber dem Bologna-Prozess und sein Eintreten für die Beibehaltung des Diploms (Dipl. sc. pol. Univ.) sowie vor allem auch für seine führende Rolle bei der Durchsetzung des Promotionsrechts (Dr. sc. pol.) für die Studierenden der Hochschule für Politik München. Auch seine Bemühungen um die kommunikative Aufwertung des Hochschullebens, die ästhetische Aufwertung der Hochschulräume und die feierliche Ausgestaltung der Diplom- und Jubiläumsfeiern fanden viel Zustimmung.
Im Sommer 2009 geriet Mayer-Tasch ins Kreuzfeuer der öffentlichen Meinung, als er für ein Seminar der Hochschule für Politik mit der CSU-nahen Hanns-Seidel-Stiftung in Mecklenburg-Vorpommern alle Landtagsfraktionen (einschließlich der NPD) zu einer Diskussionsrunde im Landtag einlud. Als die demokratischen Fraktionen daraufhin ihre Zusage zurückzogen und der Münchner Seminargruppe Nähe zur NPD unterstellten, veröffentlichte Mayer-Tasch einen kritischen Brief an die Fraktionen des Schweriner Landtags und an die Landtagspräsidentin, in dem er sie nachdrücklich über den Unterschied von Politik und Politikwissenschaft belehrte und – auch im Namen der Kollegen und der Studierenden – sein Missfallen über die von diesen „verpasste Chance“ (so auch die Schweriner Volkszeitung) zum Ausdruck brachte.
Nach seinem Ausscheiden als Rektor der Hochschule für Politik kulminierten seit längerem schwelende Spannungen innerhalb der Professorenschaft der LMU, als sich im Herbst 2011 das Geschwister-Scholl-Institut gegen die Hochschule für Politik stellte und die weitere Zusammenarbeit in Frage stelle. Durch die Gesetzesänderung vom 24. November 2014 wechselte die HfP als politikwissenschaftliche Einrichtung von der Ludwig-Maximilians-Universität zum 1. Dezember 2014 in die Trägerschaft der Technischen Universität München. Auch nach dem Wechsel der Trägerschaft der HfP blieb Mayer-Tasch noch bis zum endgültigen Auslaufen des Diplomstudiengangs Ende 2019 Vorsitzender des Diplomprüfungsausschusses für das Diplom der LMU und hielt noch Vorlesungen für die letzten Diplomanden, während parallel bereits die neuen B.A.- und M.A.-Studiengänge im Vollzug waren.

## Veröffentlichungen
Etwa 200 Artikel in wissenschaftlichen Zeitschriften und etwa 70 Monographien und Editionen.
Bücher (Auswahl):
- Thomas Hobbes und das Widerstandsrecht, 1965 (auch japanisch)
- Korporativismus und Autoritarismus, 1971
- Umweltschutz – Politik des peripheren Eingriffs, 1974 (mit C.F. Doran und M. Hinz)
- Umweltrecht im Wandel, 1978
- Die Bürgerinitiativbewegung, 1985 (5. Aufl.)
- Die verseuchte Landkarte, 1987
- Die Rink-Villa. Eine Süddeutsche Passion (Hrsg. 1988)
- Transit. Das Drama der Mobilität (Hrsg. 1990)*
- Politische Theorie des Verfassungsstaates, 1990 (2. Aufl. 2009)
- Ein Netz für Ikarus. Zur Wiedergewinnung der Einheit von Natur, Kultur und Leben, 1990 (2. Aufl.)
- Hobbes und Rousseau, 1991 (3. Aufl.)
- Altlast Recht. Die ökologischen Defizite unserer Rechtsordnung, 1992
- Schon wieder mischen sie Beton. Lebensräume zwischen Architektur und Politik, 1994
- Die Zeichen der Natur. Natursymbolik und Ganzheitserfahrung (2. Aufl. 1998)
- Hinter Mauern ein Paradies. Der mittelalterliche Garten. Insel Verlag 2004 (8. Aufl. 2016), Insel-Bücherei 1184
- Politische Ökologie. Eine Einführung, 1999 Springer Verlag ISBN 978-3-663-01126-2
- Jean Bodin, 2000 (2. Aufl. 2011)
- Prophetie und Politik, 2000
- Die Küche im Dorf lassen. Ein sinnenfrohes Ökolog(inn)enkochbuch, 2002 (2. Aufl. 2006)
- Porträtgalerie der Politischen Denker (Hrsg. mit Bernd Mayerhofer), 2003
- Mitte und Maß. Leitbild des Humanismus von den Ursprüngen bis zur Gegenwart, 2006
- Diario Veneziano. Aus dem Tagebuch eines Gastprofessors, 2007
- Meer ohne Fische (Hrsg.), 2007
- Philosophers of Peace (Hrsg./Editor, zweisprachig), 2007
- Welt ohne Wasser (Hrsg.), 2009
- Der Hunger der Welt (Hrsg.), 2011
- Klassiker-Editionen der Six livres de la République von Jean Bodin (1981, 1986), des Leviathan von Thomas Hobbes (seit 1965, 2. Aufl. 2012) und des Second Treatise on Government von John Locke (seit 1966, zweisprachig 2012)
- Raum und Grenze, 2013
- Die Macht der Schönheit, 2014
- Die Himmelsleiter. Stufen zum Paradies. Insel Verlag 2005, Insel-Bücherei 1272
- Die unerschöpfliche Kraft des Einfachen (Hrsg. mit Franz-Theo Gottwald und Bernd Malunat), 2015
- Die Buchstaben der Philosophie, 2017
- Kleine Philosophie der Macht, 2018
- Natur denken, 2019 (2. Aufl., hrsg. mit A. Adam und H.-M. Schönherr-Mann)
- Vom großen und vom kleinen Glück, 2019
- Weg und Wagnis. Gedichte, 2019
- König Enzio von Sardinien – Gespräche mit dem letzten Staufer jenseits von Zeit und Raum, Manuela Kinzel Verlag, Hohenstaufen, 2019
- Zeitenwende. Zur Dialektik von sozialer und ökologischer Gerechtigkeit (Hrsg. mit F.Th. Gottwald und Linda Sauer), 2020
- Die Kraft der Zuversicht. Berlin 2021.
- Seeblick. Die Ammerseelandschaft im Spiegel der Kunst (Hrsg. mit Andreas Pousinis), EOS Editions Sankt Ottilien, 2021, ISBN 978-3-8306-8062-8
- Von Glanz und Elend der Gnade. Ein Beitrag zur Politischen Theologie. Regensburg 2023.